# Hip hop giapponese
L'hip hop giapponese, detto anche nip hop o j-hip hop, è una variante nazionale di hip hop nata in Giappone all'incirca nel 1983 quando Wild Style di Charlie Ahearn venne presentato a Tokyo. Il film puntava l'obiettivo sugli artisti di graffiti, ma anche su alcuni MC della old school come Busy Bee e Double Trouble, alcuni DJ come Grandmaster Flash e breaker come quelli della Rock Steady Crew.
Seguendo le orme del film, musicisti di strada iniziarono a ballare breakdance presso lo Yoyogi Park.  Crazy A emerse rapidamente come b.boy, e successivamente fondò la Rock Steady Crew Japan, mentre DJ Krush diventò un rinomato DJ dopo la crescita artistica del periodo dello Yoyogi Park.  Diversi DJ seguirono queste strade a partire dal 1985. Un anno dopo a Shibuya aprì un club completamente dedicato all'hip hop.  All'epoca vi erano alcune esitazioni ad utilizzare la lingua giapponese per il rap: l'accento e le notevoli variazioni verbali potevano rendere la lingua inadatta allo scopo. Alcuni rapper emersero comunque come Ito Seiko, Chikado Haruo, Tinnie Punx e Takagi Kan.
Negli anni 1990, apparve un J rap orientato ad un pubblico adolescente, e l'hip hop entrò a far parte del mainstream musicale giapponese. Il primo brano di successo fu di Scha Dara Parr: Kon'ya wa Boogie Back. L'anno successivo Da.Yo.Ne. e Maicca di East End X Yuri diventarono dischi di platino.